# Albatross Island (ö i Sydgeorgien och Sydsandwichöarna)
Albatross Island är en ö i Sydgeorgien och Sydsandwichöarna (Storbritannien). Den ligger i den nordvästra delen av Sydgeorgien och Sydsandwichöarna. Arean är 1,0 kvadratkilometer.
Terrängen på Albatross Island är platt. Öns högsta punkt är 81 meter över havet. Den sträcker sig 1,2 kilometer i nord-sydlig riktning, och 1,7 kilometer i öst-västlig riktning.